# Amrasca singularis
Amrasca singularis är en insektsart som beskrevs av Einyu och M. Firoz Ahmed 1980. Amrasca singularis ingår i släktet Amrasca och familjen dvärgstritar.
Artens utbredningsområde är Uganda. Inga underarter finns listade i Catalogue of Life.